# Grandcamp-Maisy
Grandcamp-Maisy település Franciaországban, Calvados megyében. Lakosainak száma 1525 fő (2022. január 1.). Grandcamp-Maisy La Cambe, Cricqueville-en-Bessin és Géfosse-Fontenay községekkel határos.

## Népesség
A település népességének változása:
| Lakosok száma | 1809 | 1881 | 1831 | 1740 | 1759 | 1585 | 1563 | 1536 | 1533 | 1525 |
|               | 1975 | 1990 | 1999 | 2011 | 2013 | 2016 | 2017 | 2019 | 2020 | 2022 |